# Uli Stielike
Ulrich « Uli » Stielike est un footballeur allemand né le 6 mars 1954 à Ketsch, dans le Bade-Wurtemberg. Il évoluait au poste de milieu de terrain ou de libéro.
Stielike fut, dans les années 80, l'un des cadres de l'équipe de RFA qui a remporté l'Euro 1980 et disputé la finale de la Coupe du monde 1982. En club, il a remporté à deux reprises la Coupe UEFA en 1975 et 1985 avec deux clubs différents, soit respectivement le Borussia Mönchengladbach et le Real Madrid. 
Il fut aussi célèbre pour avoir été, pendant 28 ans, le seul joueur international allemand à avoir manqué un tir au but en Coupe du monde, en demi-finale de l'édition de 1982 contre l'équipe de France. Il possède aussi la particularité d'avoir gagné six fois d'affilée avec deux clubs différents et dans trois championnats différents, un titre de champion (1975, 1976, 1977 avec le Borussia Mönchengladbach; 1978, 1979, 1980 avec le Real Madrid).

## Biographie

### En club

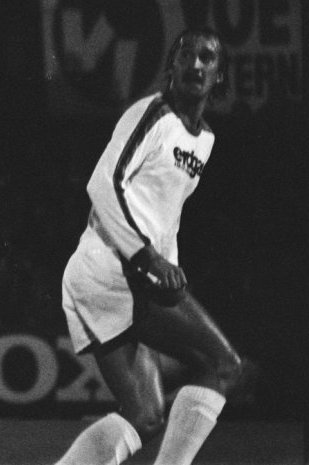
Uli Stielike en 1976.

Formé dans le club du SpVgg Ketsch, Uli Stielike rejoint en 1973, le Borussia Mönchengladbach, à l'époque avec le Bayern Munich, l'une des meilleures équipes de la Bundesliga. Au poste de milieu défensif, il participe aux grands succès du clubs qui remportent trois victoires d'affilée en Bundesliga en 1975, 1976 et 1977 et une Coupe UEFA en 1975. À 21 ans, il possède déjà un palmarès très fourni et est appelé une première fois en sélection nationale allemande lors d'un match amical contre l'Autriche le 3 septembre 1975. Cependant, il n'est pas retenu ni pour disputer l'Euro 1976, ni pour disputer la Coupe du monde 1978.
En 1977, il quitte la Bundesliga pour la Liga espagnole et rejoint le Real Madrid, club pour lequel il jouera près de huit ans. Avec les Merengues, il remporte trois championnats d'affilée en 1978, 1979 et 1980, ainsi que deux Coupes du Roi en 1980 et 1982 et une Coupe de la Ligue d'Espagne en 1985. Il reçoit le Prix Don Balón de meilleur joueur étranger de la Liga quatre fois de suite entre 1979 et 1982. 
En 1985, il remporte une nouvelle fois la Coupe UEFA, dix ans après avoir remporté ce trophée avec le Borussia Mönchengladbach. Ce sera son dernier titre avec le club madrilène.
En 1985, il rejoint le championnat suisse et le Neuchâtel Xamax, avec qui il remporte deux titres de champions de Suisse en 1987 et 1988 avant de prendre sa retraite sportive à 34 ans.

### En sélection nationale
Bien que sélectionné très jeune avec l'équipe de RFA dès 1975, Stielike ne s'impose qu'à partir de 1980 comme titulaire en sélection. Évoluant principalement au poste de libéro, il est l'un des artisans de la victoire de la RFA à l'Euro 1980, dont il dispute la finale. 
Lors de la Coupe du monde 1982, il dispute tous les matchs de son équipe qui échoue en finale contre l'Italie (3-1). Il se fait surtout remarquer en manquant un tir au but lors d'une demi-finale d'anthologie contre la France. Après un match à rebondissements, les deux équipes sont à égalité 3 à 3 après les prolongations et les tirs au but doivent décider du sort du match. Stielike est le troisième tireur du côté allemand et bute sur la gardien français, Jean-Luc Ettori. Il s'effondre sur le sol et reste prostré. Mais alors que les caméras s'attardent sur lui, le français Didier Six manque aussi son tir au but. À cause du fait que toutes les caméras s'étaient braquées sur Stielike, il n'existe aucune trace filmée du tir de Didier Six. Le tir manqué de Stielike n'a finalement aucune incidence sur le sort du match, puisque la RFA remporte finalement la rencontre après que Maxime Bossis ait lui aussi raté son tir au but. Il est le deuxième joueur allemand après Uli Hoeness en 1974 face à la Pologne à rater un penalty en Coupe du monde (Lukas Podolski les imite en 2010 face à la Serbie), mais demeure à l'heure actuelle le seul à avoir échoué lors de l'épreuve des tirs au but en Coupe du monde. 
Il participe en 1984 à l'Euro organisée en France mais la RFA n'arrive pas à sortir des poules. À la suite de cet échec, Franz Beckenbauer succède à Jupp Derwall au poste de sélectionneur. Le premier match de Beckenbauer en tant que sélectionneur en septembre 1984 est le dernier d'Uli Stielike, qui n'est plus sélectionné par la suite.

### Carrière d'entraîneur
Le 5 septembre 2014, il est nommé sélectionneur d'une équipe de Corée du Sud en crise après sa piètre performance à la Coupe du monde 2014. Son contrat est prévu pour la fin de la Coupe du monde 2018. Une compétition qu'il ne verra pas puisqu'il est limogé en juin 2017.

## Carrière

### Joueur
- 1972-1977 : Borussia Mönchengladbach  Allemagne
- 1977-1985 : Real Madrid  Espagne
- 1985-1987 : Neuchâtel Xamax  Suisse

### Entraîneur
- juin 1989-nov. 1991 : Sélectionneur de la  Suisse
- 1992-1994 :  Neuchâtel Xamax  Suisse
- 1994-1995 :  SV Waldhof Mannheim
- déc. 1996-fév. 1997 :  Almería
- 2003-2006 : Sélectionneur des Espoirs Allemands
- sep. 2006-avr. 2008 : Sélectionneur de la  Côte d'Ivoire
- 2008-déc. 2008 : FC Sion  Suisse
- jan. 2009-2010 :  Al Arabi Doha  Qatar
- 2010-oct. 2012 :  Al-Sailiya SC  Qatar
- 2013-jan.  2014 :  Al Arabi Doha  Qatar
- sep. 2014-juin 2017 : Sélectionneur de la  Corée du Sud
- sep. 2017-août 2020 :  Tianjin TEDA

## Palmarès

### Joueur

#### Allemagne
- Vainqueur de l'Euro 1980
- Finaliste de la Coupe du monde 1982

#### Borussia Mönchengladbach
- Champion d’Allemagne en 1975, 1976 et 1977
- Vice-Champion d’Allemagne en 1974
- Vainqueur de la Coupe d'Allemagne en 1973
- Finaliste de la Coupe d’Europe des clubs champions en 1977
- Vainqueur de la Coupe UEFA en 1975
- Finaliste de la Coupe UEFA en 1973

#### Real Madrid
- Vainqueur de la Coupe UEFA en 1985
- Champion d'Espagne en 1978, 1979 et 1980
- Vainqueur de la Copa del Rey en 1980 et 1982
- Finaliste de la Coupe d’Europe des clubs champions en 1981
- Finaliste de la Coupe des Vainqueurs de Coupe en 1983

#### Neuchâtel Xamax
- Champion de Suisse en 1987 et 1988
- Vainqueur de la Supercoupe de Suisse en 1987

### Distinctions personnelles
- Élu quatre fois de suite meilleur joueur étranger du championnat d'Espagne entre 1979 et 1982 (Prix Don Balón).

### Entraîneur

#### Corée du Sud
- Finaliste de la Coupe d'Asie en 2015

## Statistiques
Stielike a joué 34 matchs en Ligue des champions (4 buts), 11 matchs en Coupe des coupes et 6 matchs en Coupe UEFA.